# アレテイア (小惑星)
アレテイア (259 Aletheia) は、小惑星帯に位置するとても大きな小惑星の一つ。炭素化合物からなり、石炭よりも暗い。
1886年6月28日にアメリカ合衆国の天文学者、クリスチャン・H・F・ピーターズによりニューヨーク州クリントンで発見され、ギリシア神話に登場する女神アレテイアにちなんで名づけられた。